# Benjamin de Rothschild
Pour les articles homonymes, voir Rothschild.
Benjamin de Rothschild, né le 30 juillet 1963 à Neuilly-sur-Seine et mort le 15 janvier 2021 à Pregny-Chambésy en Suisse, est un banquier et milliardaire français, propriétaire du groupe Edmond de Rothschild de 1997 à sa mort. Il est le fils d'Edmond de Rothschild (1926-1997) et de Nadine Lhopitalier (née en 1932).
Passionné de voile, il fonde Gitana Team en 2001, l'équipe de course de voile de haut niveau du groupe familial. Il est également l'actionnaire majoritaire du site d'information Slate.fr.
Le magazine Challenges le classe 22e fortune française en 2019 avec une fortune estimée à 4 milliards d'euros, et, en 2020, à 4,3 milliards d'euros.

## Biographie

### Famille
Benjamin de Rothschild est le descendant de la branche dite de Paris de la famille de Rothschild :
- Mayer Amschel Rothschild (1744-1812), banquier fondateur de la dynastie x 1770 : Gertrude Schnapper (1753-1849)
  - James de Rothschild (1792-1868), banquier fondateur de la branche dite « de Paris » x 1824 : Betty Salomon de Rothschild (1805-1886)
    - Edmond de Rothschild (1845-1934) x 1877 : Adelheid von Rothschild (1853-1935) (voir branche dite « de Naples »)
      - Maurice de Rothschild (1881-1957) x 1909 : Noémie Halphen (1888-1968)
        - Edmond de Rothschild (1926-1997), banquier x (2) 1963 : Nadine Lhopitalier (1932-)
          - Benjamin de Rothschild (1963-2021), président du groupe Edmond de Rothschild x 1999 : Ariane Langner

Il se marie le 23 janvier 1999 à Ariane Langner (née en 1965) avec qui il a quatre filles : Noémie, Alice, Eve et Olivia,.
À la mort de son père Edmond de Rothschild, il découvre l'existence de sa demi-sœur, Camillia, fruit d'une relation extraconjugale, mais reconnue comme enfant légitime.

### Jeunesse
Benjamin de Rothschild suit un enseignement secondaire à Paris et à l’Institut Florimont de Genève. Il est titulaire d'un baccalauréat ès arts (BA) en gestion commerciale (business management). Il part ensuite étudier aux États-Unis, à l'université Pepperdine de Malibu en Californie.

### Carrière
Après ses études, Benjamin de Rothschild travaille pour British Petroleum à Londres. En 1989, il crée la Compagnie de trésorerie Benjamin de Rothschild à Genève, spécialisée dans la couverture des risques de change, puis se développe dans la gestion quantitative, la gestion du risque et la finance responsable.
Après la mort de son père en 1997, il lui succède à la présidence de la Compagnie financière Edmond de Rothschild à l'âge de 34 ans. Il procède alors à un recentrage des activités du groupe autour de la gestion d'actifs et d'autres activités comme les fusions-acquisitions, un recentrage achevé en 2002. En 1999, il relance les affaires en Israël avec la création d'Edmond de Rothschild Investment Services.
En 2010, la Compagnie financière Edmond de Rothschild devient le groupe Edmond de Rothschild. En novembre 2016, le repositionnement des activités non-financières du groupe sous le label Edmond de Rothschild Heritage est achevé. En mars 2019, le groupe Edmond de Rothschild se retire de la bourse de Zurich pour devenir 100 % privé.
Benjamin de Rothschild travaille avec son épouse, Ariane de Rothschild. En 2008, elle rejoint les conseils des principales entités du groupe. Elle est ensuite nommée vice-présidente du conseil de surveillance de la holding en 2009, présidente du comité exécutif du groupe de janvier 2015 à mars 2019, puis présidente du conseil d'administration du groupe en avril 2019.
Benjamin de Rothschild meurt d'une crise cardiaque à son domicile du château de Pregny à Pregny-Chambésy en Suisse le 15 janvier 2021,. Il repose sous une simple dalle de ciment au cimetière juif de Veyrier, à côté de ses confrères banquiers Edmond Safra et Edgar de Picciotto.

### Vie privée
Benjamin de Rothschild possédait un hôtel particulier rue de l'Élysée à Paris et résidait au château de Pregny en Suisse (propriété cependant léguée par son grand-père à l'État en 1957). Selon certains médias, il aurait été un héroïnomane et aurait même été arrêté par la police à un aéroport en Angleterre pour possession de drogues,. Il achète un moteur du Concorde aux enchères et demande à l'artiste Philippe Druillet d'en faire une œuvre d'art,. Qualifié « d'excentrique » et de « personnage hors normes », il était passionné d'automobiles et partenaire de l’écurie Luc Alphand Aventures aux 24 Heures du Mans. Il collectionnait les formule 1 de l'écurie Ferrari.

## Autres activités

### Voile

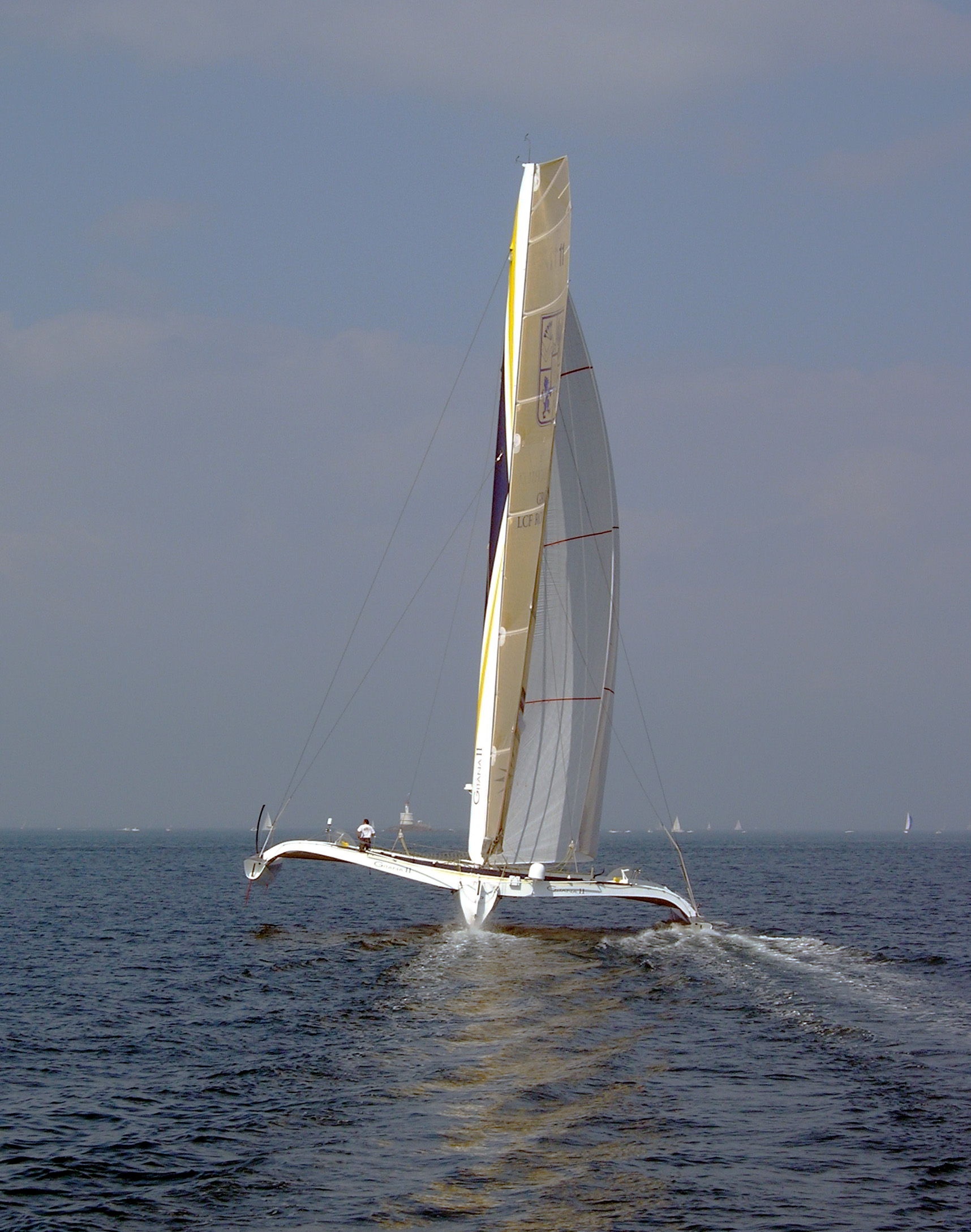
Gitana 11.

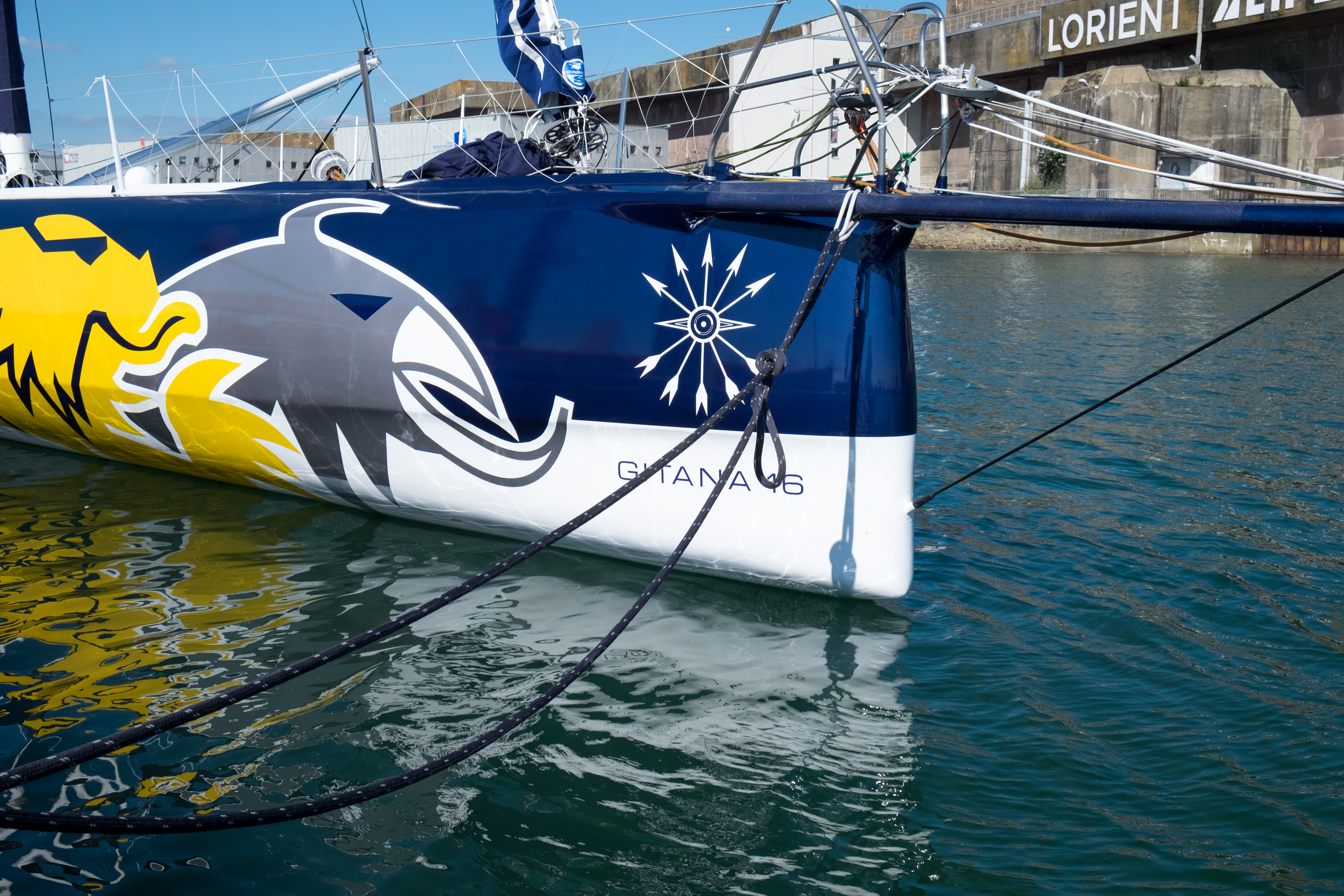
Gitana 16.

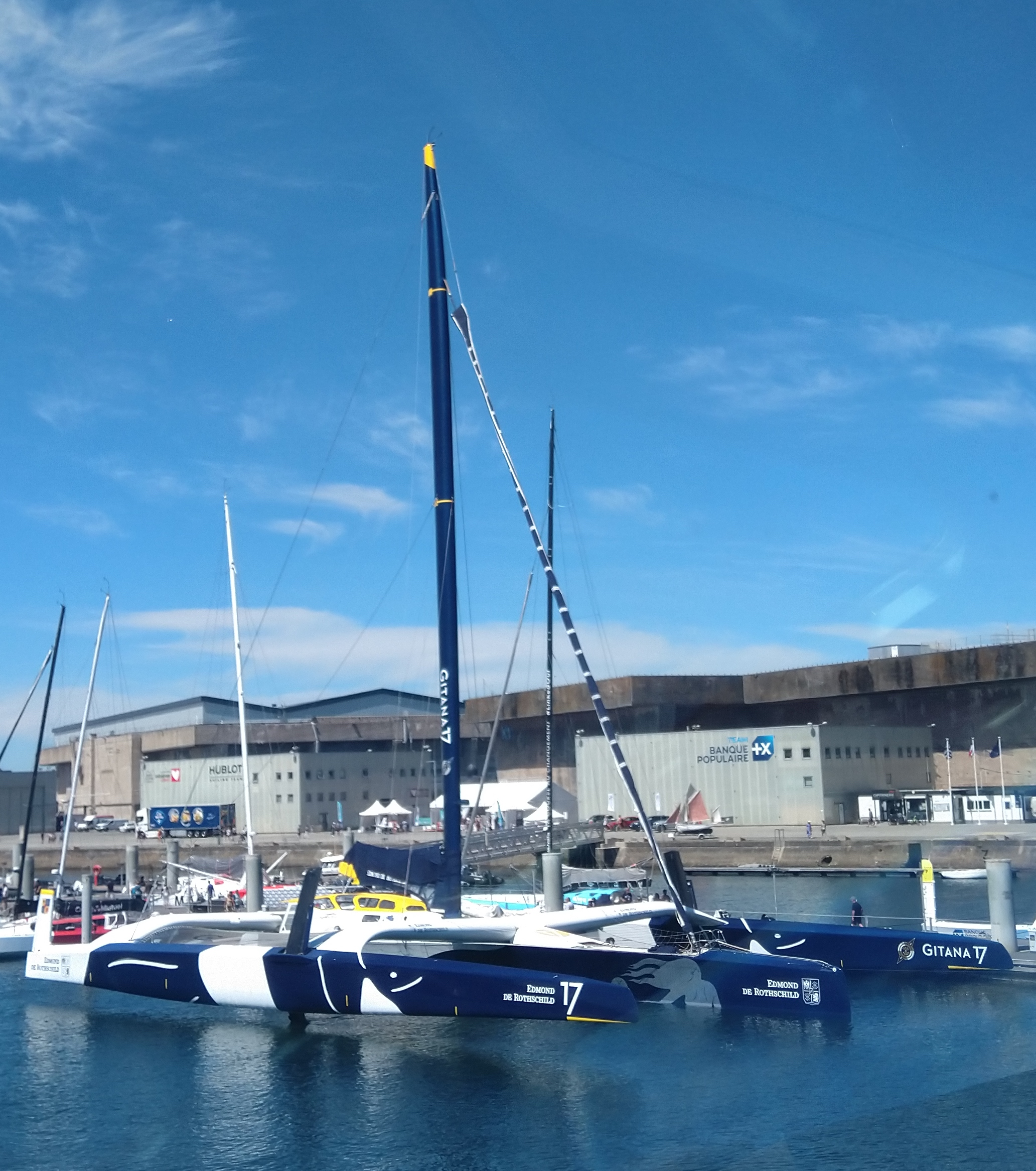
Gitana 17.

En 2000, Benjamin de Rothschild crée la Gitana Team, une équipe sportive de haut niveau de course à la voile. En rupture avec la tradition familiale, il passe du monocoque au trimaran. Les skippers Loïck Peyron et Lionel Lemonchois rejoignent l'équipe,. En 2006, le Gitana 11 remporte la Route du Rhum.
Gitana 17, premier maxi-trimaran océanique conçu pour voler au large, est un prototype conçu par l'architecte Guillaume Verdier, mis à l'eau en juillet 2017, après 20 mois de chantier. Il mesure 32 × 23 mètres,. En 2022, le maxi-trimaran et son skipper Charles Caudrelier remportent la Route du Rhum, en établissant un nouveau record de l'épreuve.

### Vignobles
En 1997, Benjamin de Rothschild hérite du Château Clarke à Listrac. En Afrique du Sud, Benjamin et Ariane de Rothschild s'associent à la famille Rupert pour créer le domaine Rupert & Rothschild. En 1999, le couple s'associe à la famille Dassault pour reprendre 110 hectares dans la région de Mendoza en Argentine, domaine baptisé Flecha de Los Andes. En 2004, le domaine des Laurets est acquis. En 2010, il s’associe à Vega Sicilia pour créer de nouveaux grands crus en Espagne. En 2012, il reprend des vignobles dans la vallée de Marlborough (Nouvelle-Zélande) qu'il baptise Rimapere (« cinq flèches » en maori),.
Avec les vignobles, Benjamin de Rothschild applique la « stratégie Clarke » initiée par son père, dont le principe consiste à créer soi-même l'excellence et l'unicité d'un domaine.
Benjamin de Rothschild est administrateur de la Compagnie vinicole Baron de Rothschild S.A. Il est également actionnaire, au sein des Domaines Barons de Rothschild et du château Lafite Rothschild, acquis en 1868 par James de Rothschild.

### Fromageries
Benjamin de Rothschild est impliqué dans le développement de la ferme fromagère familiale des Trente Arpents qui produit le dernier brie de Meaux AOC fermier, son « côté gardien des traditions » selon ses proches.

### Médias
En août 2017, Benjamin et Ariane de Rothschild deviennent actionnaires majoritaires des versions France et Afrique du magazine en ligne Slate (Slate.fr),.

### Safaris de chasse
En 2004, il publie un coffret « Voyage du Baron Maurice de Rothschild en Afrique Orientale » regroupant trois livres des expéditions de son grand-père en Éthiopie et en Afrique orientale britannique.
En avril 2014 (ou en 2012), il reprend les opérateurs de safaris Felix Barrado et Faro West Safaris qu'il consolide au sein de la nouvelle structure Faro West Lobeke Safaris. L'entreprise propose des safaris de chasse aux trophées dans des réserves naturelles au Cameroun, notamment des chasses à l'éléphant de forêt. En 2016, l'ONG Survival International relate que les Pygmées baka locaux ont été expulsés illégalement de deux aires protégées au Cameroun louées par Benjamin de Rothschild, afin de permettre des opérations de chasse à l’éléphant. L'entreprise affirme agir pour la survie des espèces en danger et la biodiversité,.

## Fortune
En 1998, Benjamin de Rothschild et sa famille font leur entrée dans le classement des plus grandes fortunes françaises dressé par le magazine Challenges. Il est en 22e position en 2019. Le classement des 300 familles suisses les plus riches du magazine Bilan place la famille Benjamin de Rothschild à la 43e position avec une fortune estimée de 4 milliards d'euros. Le magazine américain Forbes le classe 1 349e fortune mondiale pour 2019.
Sa fortune avait fait de lui le membre vivant le plus fortuné de la lignée Rothschild. À la suite de son décès, la répartition de l'héritage demeure confidentielle. Selon Le Figaro, ses quatre filles sont les principales héritières, tandis que sa conjointe Ariane de Rothschild a droit à 25 % de la succession au minimum.